# Кон, Марко
Ма́рко Кон (серб. Марко Кон; род. 1972) — популярный сербский композитор, автор текстов, аранжировщик, продюсер и исполнитель. Марко основал свою первую группу в возрасте 9 лет. Играет на кларнете, волынке, саксофоне, гитаре, бас-гитаре и барабанах. Совместно с Александаром Кобацом сформировал один из наиболее успешных тандемов в современной сербской музыке. Они вместе написали более 800 песен для различных известных музыкантов и исполнили бэк-вокалы на более чем 1000 записях (на 2009 год).
Совместно с Миланом Николичем был участником Евровидения-2009 в Москве с песней «Ципела»